# مشكلات صحية ناتجة عن الحاسوب
المشكلات الصحية الناتجة عن الحاسوب هو مصطلح شامل يغطي المشكلات المختلفة التي قد يتعرض لها مستخدم الحاسوب بسبب استخدام الكمبيوتر لفترات طويلة وبطريقة غير صحيحة. والمشكلات الصحية التي يمكن أن تنتج بسبب استعمال الحاسب يمكن أن توصف بصورة عامة بأنها حالات عديدة يمكن أن يعاني منها مستخدم الحاسوب جراء استعمال الحاسب بصورة مكثفة لمدة زمنية طويلة بطريقة غير فعالة. و«غير فعالة» تتمثل في أن يتبع مستخدم الحاسب أسلوبا سيئًا عند استعمال ملحقات الكمبيوتر؛ على سبيل المثال اتخاذ وضع غير صحيح عند استخدام ملحقات (حاسوب) وعند التعرض لوضع خاطئ لمدة مكثفة فقد تحدث مشكلات ناتجة عن هذا الوضع الخاطئ.

## نظرة عامة
يعد استعمال الحاسب ضرورة لغالبية الأفراد ولكن قليلًا من يراعي فعلياً الاعتبارات الطبية التي يمكن أن يتسبب فيها التعامل مع الحاسب؛ مثل ضعف البصر والأمراض الناتجة عن وضع الجسم السيء والتهاب مفاصل الأصابع وإصابات ضغط الكمبيوتر التي يمكن أن تنتج بسبب الجلوس في وضع واحد لمدة زمنية مطولة. وجدير بالذكر أن المشكلات المذكورة أعلاه تكون مصاحبة بصورة عامة لتقدم العمر ولكنها ترجع إلى العديد من العوامل مثل رداءة تصميم مكونات الكمبيوتر واقتراب المستخدم من الشاشة، وعند العمل بطريقة مكثفة لساعات متتالية، فهذا يعني أن المشكلات السابقة يمكن أن تظهر لدى مستخدمي الكمبيوتر من الشباب وكبار السن على حد سواء. إن هذا موضوع بالغ الأهمية حيث أصبح الكمبيوتر أكثر أهمية في كل مهام العمل، وستتزايد الآثار الصحية الناتجة عن هذه العوامل ما لم يتم إجراء أبحاث كافية وتخصيص الوقت اللازم للحد من هذه المشكلات وتقليلها قدر المستطاع. يقدر أنه نحو 75% على الأقل من الوظائف تتضمن بعض مستويات استعمال الكمبيوتر، وهذا يعني أن ثلاثة أرباع القوة العاملة تتعرض للعديد من المشكلات الصحية، ويمكن أن يقال أن نحوهم من الطلاب والمعلمين الذين لا يمر عليهم يوم دون الحاجة للوصول إلى جهاز كمبيوتر للقيام بعمل أكاديمي. إن أرقام الأفراد الذين يتعاملون مع الكمبيوتر وخلاله كوسيلة للاستمتاع سيزيد خلال الأعوام القادمة بصورة كبيرة، ولذا فمن الضروري للغاية تحديد هذه المشكلات وعلاجها قريبًا وليس بعيدًا في إطار الجهود المبذولة لتقليل المشكلات إن لم يكن التخلص منها نهائيًا.

## مشكلات طبية عامة
توجد ثلاث مشكلات طبية رئيسية ملحوظة يمكن أن تنتج عن استخدام أجهزة الكمبيوتر. وهي متلازمة النفق الرسغي ومتلازمة رؤية الكمبيوتر والمشكلات العضلية الهيكلية.

### متلازمة النفق الرسغي
إن أكبر المشكلات الطبية المرتبطة بالأعمال القائمة على الحاسب هي متلازمة النفق الرسغي (CTS). ومتلازمة النفق الرسغي هي إصابة متعلقة بالضغط الناتج عن تحريك الأربطة المتكرر، خاصة الرسغ، والتي قد تؤدي إلى العديد من المشكلات العضلية الهيكلية. وقد صارت هذه المتلازمة منتشرة بين محترفي الحاسب بسبب الترتيب غير الصحيح لمكونات الحاسب والكتابة المكثفة لمدة زمنية طويلة. وقد أظهرت الدراسات أن واحداً من بين كل ثمانية من مستخدمي الحاسوب يعاني من متلازمة النفق الرسغي. أجريت هذه الدراسة على 21 شركة وغالبية الذين يعانون من هذه المتلازمة قالوا إنهم شعروا بألم حاد وفي بعض الأحيان خطير بسبب متلازمة النفق الرسغي. ويبدو أن هناك جدلاً قائماً حول السبب الرئيسي للإصابة بمتلازمة النفق الرسغي، إلا أن هناك مصادر عديدة تقول أن هذه المتلازمة تحدث بصورة عامة بسبب اتخاذ الرسغ لوضع الزاوية الحادة أثناء الكتابة، وهذه المشكلة تتفاقم مع حاجة المستخدم للانحناء تجاه الشاشة أثناء الكتابة. ولقد أشار بحث مختلف تم إجراؤه إلى أن الفأرة يعتبر سبباً آخر للإصابة بمتلازمة النفق الرسغي حيث اكتشف أنه من بين الأصابع يعتبر الإبهام الأيمن أكثر عرضة للإصابة بمتلازمة النفق الرسغي نتيجة لوضع الزاوية الحادة للإبهام أثناء استعمال الفأرة. ورغم انتشار متلازمة النفق الرسغي، إلا أنه يبدو من الصعوبة بمكان أن تتحسن حالتها أو يتم علاجها بسبب عدم التناسق في تصميم مكونات الحاسب مثل الفأرة ولوحة المفاتيح، ولكن بعض الشركات بدأت تحتل موقع الصدارة باستخدام تقنيات مثل الشاشات التي تعمل باللمس والتي سوف تقلل من الضغط على اليد والرسغ. كما يقوم أصحاب العمل بالشركات الكبرى باتخاذ إجراءات لتحسين حالة متلازمة النفق الرسغي من خلال تطبيق فترات راحة عمل متكررة وإجراءات مناوبة العمل للتأكد من أن الموظفين لا يعملون على جهاز كمبيوتر واحد لساعات عديدة رغبة في تحقيق الهدف «مستوى أعلى من كثافة العمل على الكمبيوتر يؤدي إلى زيادة مخاطر الإصابة بمتلازمة النفق الرسغي» والتي تتسبب في الشعور بضغط شديد على الأربطة ومن ثم فقد تؤدي إلى الإصابة بمتلازمة النفق الرسغي.
تحدث اضطرابات الصدمة التراكمية بسبب «الأفراد الذين يجلسون أمام أجهزة الكمبيوتر أو أجهزة العرض المرئي الطرفية ويعملون بوظائف تتطلب النقر على لوحة المفاتيح بصورة سريعة الإيقاع وبشكل متكرر. حيث تصبح أصابعهم وأرساغهم وأذرعهم ورقابهم ضعيفة جدًا ومتألمة بصورة تعوق عن العمل»، (أوبرين وماراكاس، عام 2007, ص 553). ولكن الكثير من الأفراد لا يفكرون في هذا عند النظر إلى الكمبيوتر الخاص بهم أثناء استخدامه. ومن المهم للغاية ملاحظة أن كل شيء على لوحة المفاتيح وراءه عملية تصميم تركز على واجهة المستخدم.

### متلازمة رؤية الكمبيوتر
في حالات كثيرة، يعاني مستخدمو الكمبيوتر من «متلازمة رؤية الكمبيوتر»، والتي تعتبر مشكلة انتكاسية في العين قد تنتهي بضعف شديد في البصر (قصر البصر) وضبابية الرؤية والإرهاق الكامل للعين بل وقد يصل الأمر إلى المياه الزرقاء. وتعتبر متلازمة أمراض الكمبيوتر المتعلقة بالعين مصطلحًا شاملاً للعديد من المشكلات إلا أن أسباب هذه المشكلات يمكن تحديدها بسهولة. فعند استخدام الكمبيوتر وبسبب وضع وحجم الشاشة والمكونات، فمن الضروري بالنسبة للمستخدم أن يكون على بعد قدمين من الشاشة على الأقل عند تنفيذ أي أعمال على الكمبيوتر. فهذا يؤدي للعديد من المشكلات خاصة في الشاشات قديمة الطراز نتيجة لزيادة مقدار توهج الشاشة ورداءة جودة العرض والمعدل غير الكافي لتحديث عرض الصور. ورغم أن هذه المشكلات تكون أكثر حدوثًا في أجهزة الكمبيوتر ذات الطراز الأقدم إلا أن الطرز الأحدث لا تخلو هي الأخرى من هذه المشكلات. وقد تم إجراء دراسات حول الارتباط بين أجهزة الكمبيوتر ومشكلات العين ووجد أن الإشعاع الأيوني المنبعث عن الشاشات له آثار خطيرة تضر بصحة العين والنظر ككل. وتنص الأبحاث أيضًا على أن «العلاج يتطلب تبني منهج متعدد الاتجاهات يربط بين العلاج البصري وتعديل أجهزة العمل» والتي أظهرت أن هذه المشكلات يمكن حلها بسهولة من خلال ضخ أقل قدر من الاستثمارات من طرف الشركات المصنعة لأجهزة الكمبيوتر من خلال تصنيع شاشات أعلى جودة ذات دقة ومعدلات تحديث أفضل. وأكثر أشكال «متلازمة رؤية الكمبيوتر» حالة اصطلح عليها باسم «جفاف العين» والتي تؤدي إلى الشعور بالحكة والألم بل والشعور بالوهم بأن شيءًا ملتصق بعينك. وهذه الحالة غالبًا ما تنتج بسبب قضاء فترة طويلة في النظر لشاشة الكمبيوتر بشكل مكثف.
تتميز شاشات الفيديو بعملية تصميم خاصة بواجهة المستخدم. ويمكن أن تتسبب شاشات الفيديو في الإصابة بإجهاد بصري بسبب المشاهدة لفترات طويلة. تستخدم أنابيب أشعة الكاثود (القطب سالب الشحنة) لعرض المعلومات على الكمبيوتر الخاص بك. وهذه الأنابيب تخرج إشعاعًا. وهذه المشكلة أخذت بعين الاعتبار عند تصميم شاشات أجهزة كمبيوتر أفضل لواجهة المستخدم، (أوبرين وماراكاس، عام 2007، صفحة 553).

### المشكلات العضلية الهيكلية

صورة توضح طريقة الجلوس الصحية عند الإشتغال على الكمبيوتر

أمر آخر يحدث بسبب استعمال الكمبيوتر وهو مشكلات الظهر ووضعية الجسد. وترتبط هذه المشكلات بالاضطرابات العضلية الهيكلية الناتجة عن حاجة المستخدم للانحناء تجاه الشاشات ومكونات الكمبيوتر بسبب تصميم ووضعية ملحقات الكمبيوتر الطرفية هذه. فهذه الانحناءة للأمام من قبل المستخدم تتسبب في مشكلات وضعية الجسد والظهر وتتسبب أيضًا في حدوث ألم حاد وخطير بالجزء العلوي من الظهر وخاصة ألم الرقبة والكتفين. لقد أجريت دراسة قام فيها 2146 مساعدًا تقنيًا بتثبيت برنامج كمبيوتر لمراقبة الألم العضلي الهيكلي الذي يعانون منه وأجابوا على استطلاع حول موضع وشدة الألم. وقد أظهرت الدراسة نتائج مثيرة حيث أوضحت بالتفصيل كيف أنه في غالبية الحالات فإن أي ألم يشتد وتزداد خطورته من خلال استخدام ملحقات الكمبيوتر مثل الماوس ولوحة المفاتيح، إلا أن الألم العام لم يكن ناتجًا عن استخدام أجهزة الكمبيوتر. «وعلاوة على ذلك، فيبدو أنه لا علاقة بين استعمال الكمبيوتر وألم الرقبة والكتف لفترات وبشكل مزمن». هذه دراسة إيجابية للشركات المصنعة للكمبيوتر ولكن رغم أن الألم قد لا يكون ناتجًا عن استخدام ملحقات الكمبيوتر إلا أن استخدامه يؤدي لتفاقمها بلا شك، وهذا الارتباط وحده يجب أن يدفع الشركات المصنعة لأجهزة الكمبيوتر إلى المبادرة بتبني تقنيات حديثة تقلل من مخاطر وضع أعضاء الجسم أو المشكلات العضلية الهيكلية والتي تشتد خطورتها عند استخدام ملحقات الكمبيوتر سيئة التصميم والمصممة بطريقة خطية.

## التحسينات الممكنة
بصورة إجمالية، يمكننا أن نرى بوضوح أن هناك مشكلات طبية عديدة قد تظهر نتيجة لاستخدام الكمبيوتر وأن ضعف الإبصار ومتلازمة النفق الرسغي والمشكلات العضلية الهيكلية مجرد نقطة في بحر. ومن المهم أيضًا إدراك أن هناك تغييرات تتم الآن للتأكد من تخفيف جميع هذه المشكلات وفقًا لأفضل معيار حتى تتوفر لأصحاب الأعمال ومستخدمي الكمبيوتر التقنية اللازمة لتطبيقها. ومن خلال اتخاذ إجراءات للتأكد أن ملحقات الكمبيوتر لدينا موضوعة بصورة تحقق أقصى قدر من الراحة أثناء العمل والحصول على فترات راحة متكررة من الأعمال القائمة على الكمبيوتر يمكن فعل الكثير لضمان تجنب العديد من الحالات الطبية التي تنتج عن استعمال أجهزة الكمبيوتر. هذه إجراءات صغيرة إلا أنها تحقق الكثير من النفع لضمان حفاظ مستخدمي الكمبيوتر على صحتهم، فكما هو الحال مع العديد من التقنيات العصرية والرائعة في العالم الحديث اليوم توجد أيضًا عوامل سلبية دائمًا والجانب الأكثر سوءًا في أجهزة الكمبيوتر هو المشكلات الطبية التي يمكن أن تحدث نتيجة استخدامها لفترات طويلة. ومن ثمّ فمن واجب مستخدمي الكمبيوتر وأصحاب الأعمال في كل مكان التأكد من الحفاظ على الجوانب السلبية عند أدنى مستوياتها